# Hrabstwo Warren (Pensylwania)
Warren – hrabstwo w stanie Pensylwania w USA. Populacja liczy 41815 mieszkańców (stan według spisu z 2010 roku).
Powierzchnia hrabstwa to 2325 km² (w tym 37 km² stanowią wody). Gęstość zaludnienia wynosi 18,2 osoby/km².

## Miejscowości

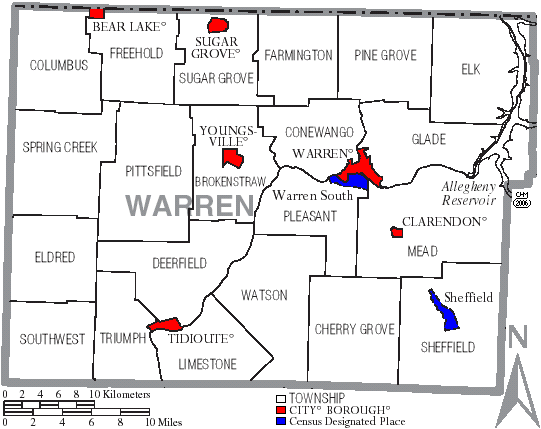
Rozmieszczenie miast i Broughs na mapie hrabstwa

### Miasta
- Warren

### Boroughs
| - Bear Lake - Clarendon - Sugar Grove | - Tidioute - Youngsville |